# 奈良100年会馆
奈良100年会馆（日语：なら100年会館）是位于日本奈良县奈良市JR奈良站前的一座多功能大厅，1998年完工。为奈良市作为城市运作100周年的纪念一环。外观像一艘巨大的船舰。
会馆共有地上5层和地下1层。为钢结构钢筋混凝土建筑，大厅在演出时最大收容人数为1692人，是奈良县内最多的场馆。另外有用于古典音乐会的中厅和戏剧、展演的小厅，但中厅及小厅与大厅无法通过电梯直接通行，从停车场至入口也要绕建筑物近半周，无障碍设施也不完善，对老年人和残疾人并不友好。